# Saskja Lack
Saskja Lack (Winterthur, 18 aprile 2000) è una sciatrice freestyle svizzera.

## Palmarès

### Coppa del Mondo
- Miglior piazzamento nella Coppa del Mondo di ski cross: 19ª nel 2023
- 2 podio:
  - 1 secondo posto
  - 1 terzo posto